# Гнили
Гнили — процессы разложения и размягчения растительных тканей, обусловленные различными факторами; распространённое проявление различных болезней. Часто вызываются грибами и различными микроорганизмами.
Загниванию подвержены в первую очередь сочные, насыщенные водой, части растений. В процессе разложения происходит обособление клеток, нарушение строения тканей и частичная минерализация органических межклеточных веществ. Изменяется биохимическое состояние поражённой ткани и её окраска (как правило, она становится бурой или чёрной); функционирование клеток, тканей и органов нарушается или прекращается.
Гнилями также называют разнообразные болезни растений, в ходе которых возникают гнилостные процессы. Они могут поражать плоды, овощи, корнеплоды, клубни, стебли и т. п., вплоть до превращения их в однородную массу в результате разрушения клеточных стенок. Гнили классифицируют по возбудителям (этиологическая классификация), поражаемым органам (растениеводческая классификация) и характерным симптомам (выделяют сухие и мокрые; чёрные, белые и серые гнили). В название конкретной гнили также обычно включают название поражаемого вида или группы родственных видов растений: например, белая гниль гороха, бурая гниль томатов, корневая гниль огурца, мокрая гниль капусты, серая гниль подсолнечника, шейковая гниль лука и т. п.
Весьма обширна группа гнилей, вызываемых фитопатогенными грибами. К ним относятся представители таких родов, как Botrytis (вызывают ботридиозы), Sclerotium (вызывают склеротиозы), Fusarium (фузариозы), Sclerotinia (склеротиниозы), Rhizopus (ризопиозы), Pythium (питиозы), Colletotrichum (коллитотрихозы), Rhizoctonia (ризоктониозы), Monilia (монилиозы), Alternaria (альтернариозы), Coniothyrium (кониотириозы), Penicillium (пенициллёзы), Aspergillus (аспергиллёзы) и др.
Широко распространены гнили, вызываемые бактериями. К ним относят кольцевую гниль картофеля, мокрую бактериальную гниль клубней картофеля, хвостовую гниль корней свёклы, мокрую бактериальную гниль овощей, чёрную гниль цветной капусты, гниль стеблей табака и пр.
Меры профилактики и борьбы — обеспечение для растений благоприятных условий, защита от механических повреждений, через которые проникают возбудители, уничтожение поражённых гнилью частей, применение пестицидов и т. п.